# Staustufe Drakenburg
Die Staustufe Drakenburg ist eine Staustufe an der Weser in Drakenburg in der Nähe der niedersächsischen Stadt Nienburg/Weser. Sie besteht aus einem Wehr, einer integrierten kleinen Prahmschleuse und einem Wasserkraftwerk. In einem Schleusenkanal, der mehrere Flussschleifen abkürzt, befindet sich die zugehörige Schleuse Drakenburg für die Weserschifffahrt.

## Geschichte

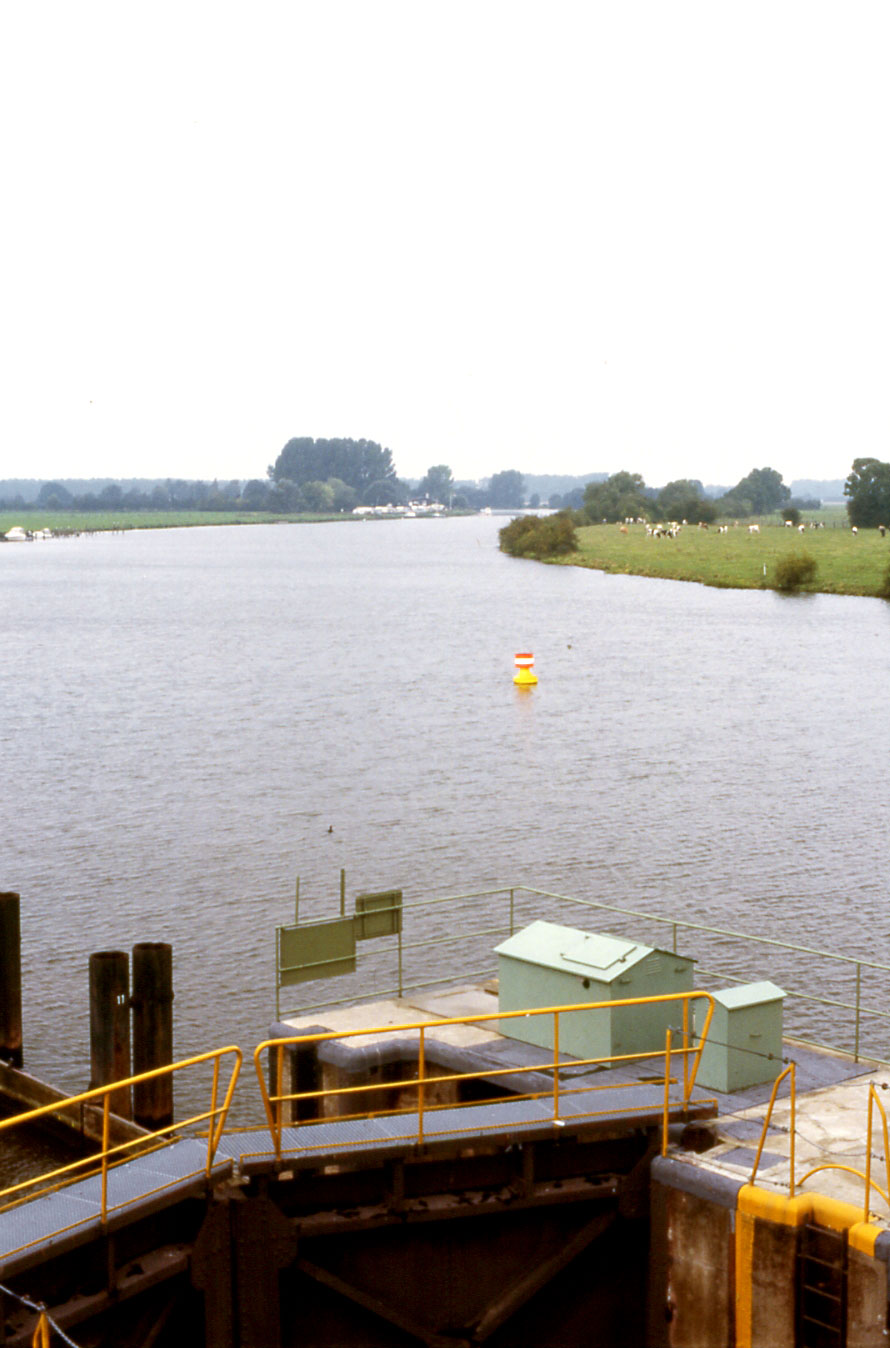
Blick vom Wehr auf das Oberwasser. Vorne das Tor der kleinen Prahmschleuse.

Erste Planungen zur Kanalisierung der Mittelweser gab es im 19. Jahrhundert. Ab 1933 wurden erste Arbeiten aufgenommen mit der Betonierung der Sohle der Schleuse Drakenburg und dem Rohbau des ersten Wehrpfeilers der Staustufe. Diese wurden jedoch durch Kriegseinwirkungen beschädigt und mussten im Neubauprogramm in den 1950er Jahren neu errichtet werden.

## Wehr
Das Wehr in Drakenburg wurde von 1953 bis 1956 gebaut, um einen möglichst gleichbleibenden Wasserstand zu halten und die Wasserstraße für große Schiffe passierbar zu machen. Es besteht aus zwei jeweils 40 m breiten Feldern, die Stauhöhe beträgt 5,20 m. Das Wehr wird vom Wasserstraßen- und Schifffahrtsamt Weser, Außenbezirk Nienburg, betrieben.
2012 und 2013 wurden die beiden stählernen Fischbauchklappen in den Wehrfeldern ausgetauscht, die auf den eigentlichen Stauverschluss aufsetzen und für die Feinregulierung des Wasserstandes der Weser verwendet werden. Dies war notwendig, da die über das Bauwerk geführte Brücke der Kreisstraße zwischen Balge und Drakenburg in ihrer Standsicherheit gefährdet war.

## Prahmschleuse
Zwischen Wehr und Wasserkraftwerk ist eine kleine Schleuse integriert, die nur vom Wasser- und Schifffahrtsamt genutzt wird. Die Nutzlänge beträgt 33 m, die Nutzbreite 6,60 m.

## Wasserkraftwerk
Zugleich mit dem Wehr wurde ein Laufwasserkraftwerk errichtet, das seit 1955 in Betrieb ist. Ursprünglich wurde das Wasserkraftwerk von der Firma PreußenElektra betrieben, die später im EON-Konzern aufging. Durch einen Beteiligungstausch mit dem norwegischen Energiekonzern Statkraft ist dieser seit dem 1. Januar 2009 Besitzer und Betreiber des Kraftwerks. Das Kraftwerk mit seinen drei Kaplan-Turbinen hat eine Kapazität von 5,0 MW und liefert jährlich durchschnittlich 28 GWh elektrischen Strom, was einer durchschnittlichen Leistung von 3,2 MW entspricht. Das Kraftwerk in Drakenburg wird von einem zentralen Kontrollraum überwacht, der sich im Pumpspeicherwerk Erzhausen befindet.